# Bistagno
Bistagno (piemontiul: Bistagn) település Olaszországban, Piemont régióban, Alessandria megyében. Lakosainak száma 1748 fő (2023. január 1.). Bistagno Castelletto d’Erro, Melazzo, Monastero Bormida, Montabone, Ponti, Rocchetta Palafea, Sessame, Terzo és Montechiaro d’Acqui községekkel határos.

## Népesség
A település népessége az elmúlt években az alábbi módon változott:
| Lakosok száma | 1872 | 1813 | 1748 |
|               | 2017 | 2018 | 2023 |